# Чами
Чами́ (Chamí Emberá, Chami) — язык эмбера, на котором говорит народ эмбера, проживающий на территории Колумбии. Имеет две разновидности: эмбера́-чами́ (Chami, Emberá-Chamí), который распространён в департаментах Антьокия, Валье, Кальдас, Рисаральда, включая муниципалитет Караманта, и эмбера́-тадо́ (Cholo, Emberá-Tadó, Êpêra), на котором говорят в верхнем регионе реки Сан-Хуан департамента Чоко.

## Фонология

### Гласные
|                          | Гласные переднего ряда | Гласные среднего ряда | Гласные заднего ряда |
| ------------------------ | ---------------------- | --------------------- | -------------------- |
| Гласные верхнего подъёма | i, ĩ                   | ɨ, ɨ̃                  | u, ũ                 |
| Гласные среднего подъёма | е, ẽ                   |                       | о, õ                 |
| Гласные нижнего подъёма  |                        | а, ã                  |                      |

### Согласные
|             |             | Билабиальные | Альвеолярные | Дорсальные | Дорсальные | Глоттальные |
| ----------- | ----------- | ------------ | ------------ | ---------- | ---------- | ----------- |
| Палатальные | Велярнные   | Билабиальные | Альвеолярные |            |            | Глоттальные |
| Взрывные    | Глухие      | p            | t            |            | k          | ʔ           |
| Взрывные    | Звонкие     | b            | d            |            |            |             |
| Фрикативные | Фрикативные |              | s            |            |            | h           |
| Аффрикаты   | Аффрикаты   |              |              | t͡ʃ         |            |             |
| Носовые     | Носовые     | m            | n            |            |            |             |
| Плавные     | Плавные     |              | r ɾ          |            |            |             |
| Полугласные | Полугласные | w            |              | j          |            |             |

## Письменность
Письменность на латинской графической основе. Алфавит, принятый в провинции Антьокия, содержит следующие буквы: A a, Ã ã, B b, Ɓ ɓ, Ch ch, D d, Ɗ ɗ, E e, Ẽ ẽ, I i, Ĩ ĩ, J j, K k, M m, N n, O o, Õ õ, P p, R r, Rr rr, S s, T t, U u, Ũ ũ, Ɯ ɯ, Ɯ̃ ɯ̃, W w, Y y. Алфавит, принятый в провинции Кальдас, имеет другой вид: A a, B b, B b̶, Ch ch, D d, D d̶, E e, I i, Ʉ ʉ, J j, K k, M m, N n, O o, P p, R r, Rr rr, S s, T t, U u, W w, Y y.